# Emergenzsammelfalle

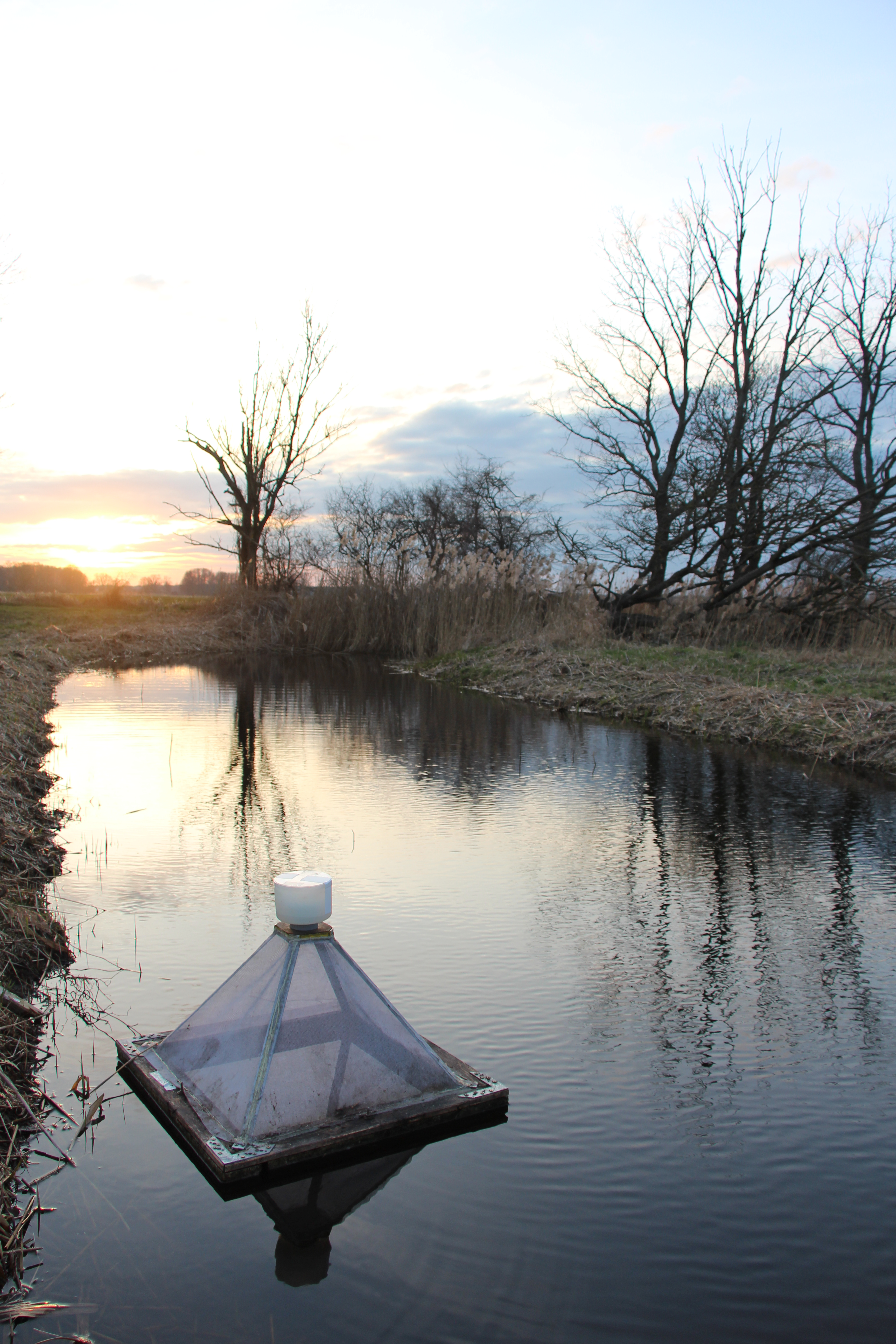
Emergenzsammelfalle auf einem Wassergraben im Westhavelland

Die Emergenzsammelfalle oder Emergenz-Eklektor ist eine von Insektenkundlern verwendete Falle, die das Ziel hat festzustellen, wie viele Insekten von welchen Arten innerhalb einer definierten Fläche eines Untersuchungsgebietes aus dem Boden oder einem Gewässer innerhalb eines bestimmten Zeitraumes hervorgehen und in die Luft aufsteigen (=emergieren).

## Bauweise
Die heute verwendeten Emergenzfallen bestehen typischerweise aus einem einen Quadratmeter großen rechteckigen Rahmen, der an den Seiten mit Kunststoff beplankt oder bespannt ist. Darüber befindet sich ein pyramidenförmiges Gestänge, das mit einem durchsichtigen  Stoff bespannt ist. An der Spitze dieser Pyramide befindet sich die eigentliche Fangvorrichtung, eine sogenannte Kopfdose, die mit einer Fangflüssigkeit, beispielsweise 60-prozentigen Ethylenglycol, gefüllt ist. Im Wasser werden die Fallen mit Schwimmkörpern versehen.

## Funktionsweise
Schlüpfen nun Insekten nach der Verpuppung, etwa Wiesenschnaken aus dem Boden einer Wiese oder Stechmücken von der Oberfläche eines Gewässers, so streben sie natürlicherweise vom Boden weg oder zum Licht hin nach oben. Daher nehmen sie den Weg in der Pyramide zur Kopfdose, wo sie beim Umherfliegen in das Glycol geraten und von ihm getötet und konserviert werden. Die Fänge werden mindestens einmal die Woche entnommen und im Labor nach Art bestimmt und gezählt.

## Quelle
- Norbert Becker, Paul Glaser, Hermann Magin: Biologische Stechmückenbekämpfung am Oberrhein, (Festschrift) 20 Jahre Kommunale Aktionsgemeinschaft zur Bekämpfung der Schnakenplage, 1996, ISBN 3-00-000584-6, Seite 104